# Álvaro García Linera

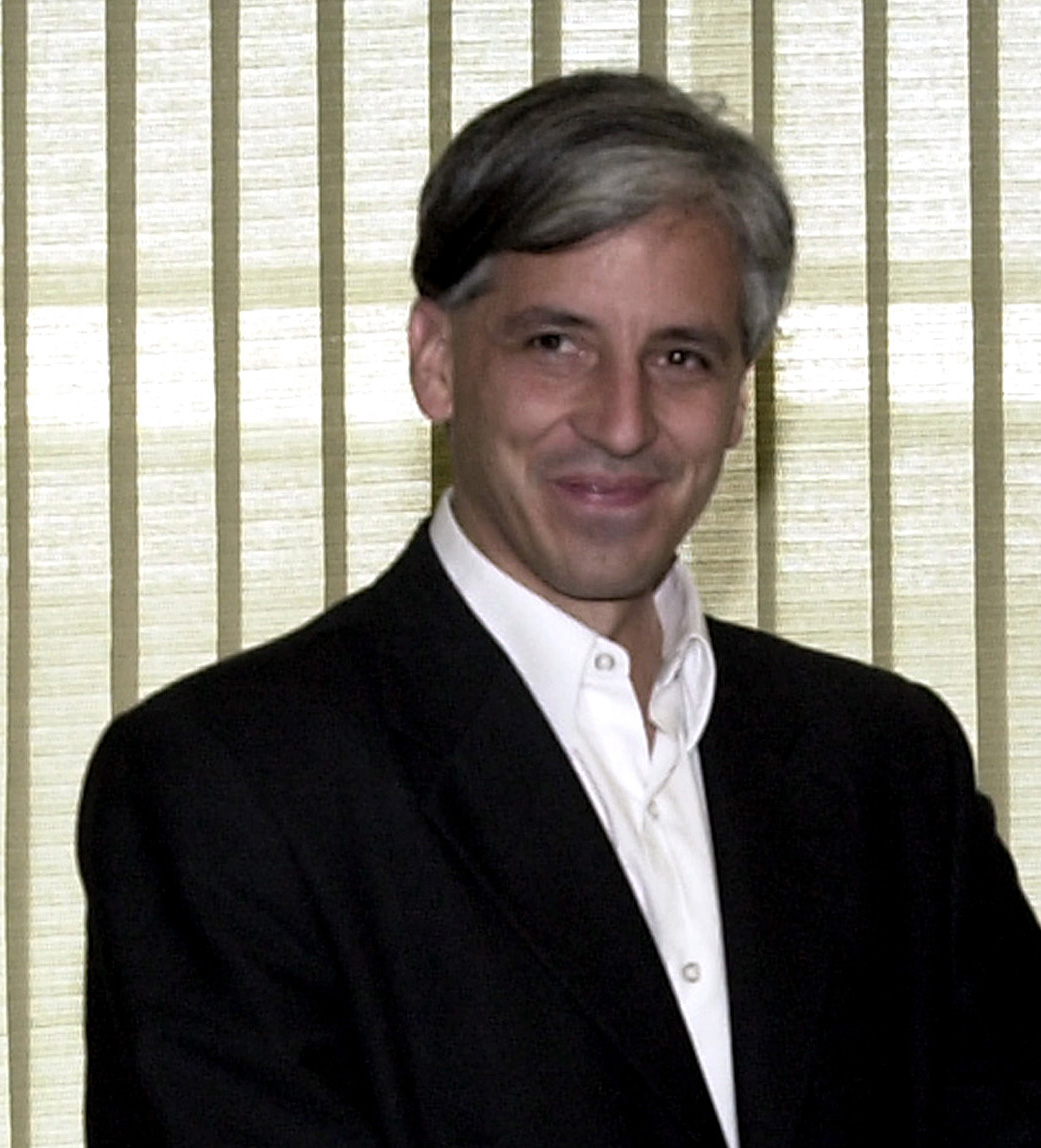
Álvaro García Linera

Álvaro Marcelo García Linera (Cochabamba, 19 oktober 1962) is een Boliviaans politicus voor de partij Beweging voor Socialisme. García Linera is sinds 2005 vicepresident van zijn land onder Evo Morales. Volgens de Spaanse krant El País heeft hij vroeger gevochten in de pro-indiaanse guerrillabeweging Tupac Kataren.